# Верхние Чебеньки
Верхние Чебеньки — село в Сакмарском районе Оренбургской области России. Административный центр Верхнечебеньковского сельсовета. Малая родина Героя Советского Союза Х. Ш. Файзулина.

## География
Село находится в центральной части области, в степной зоне, на левом берегу реки Сакмара на расстоянии примерно 18 километров по прямой на восток от районного центра села Сакмара.
Климат
Климат характеризуется как умеренно континентальный с продолжительной морозной зимой и относительно коротким жарким сухим летом. Абсолютный максимум температуры воздуха составляет 43 °C; абсолютный минимум — −45 °C. Среднегодовое количество атмосферных осадков составляет 336 мм. Устойчивый снежный покров формируется в конце ноября и держится в течение 120—140 дней.

## История
Село основано в 1754 году переселенцами из татарских деревень Казанской губернии. Название связано с большим количеством мух в месте поселения («чебенле» — мушиное по татарски).

## Население
| 2010 |
| ---- |
| 870  |

Национальный состав
Согласно результатам переписи 2002 года, в национальной структуре населения татары составляли 91 % от общей численности в 869 чел..
Население составляло человек в 2002 году (91 %).

## Инфраструктура
Отделение почтовой связи, администрация поселения.

## Транспорт
К селу подходит автодорога «Сакмара — Верхние Чебеньки». Примерно в 7 километрах находится аэродром Чебеньки.

## Известные жители
Ханиф Шакирович Файзулин (1921—1943) — старший лейтенант Рабоче-крестьянской Красной Армии, участник Великой Отечественной войны, Герой Советского Союза (1944).